# Olympische Sommerspiele 1964/Teilnehmer (Senegal)
| Gelbes Symbol für Goldmedaillen mit stilisierten Olympischen Ringen | Graues Symbol für Silbermedaillen mit stilisierten Olympischen Ringen | Braundes Symbol für Bronzemedaillen mit stilisierten Olympischen Ringen |
| ------------------------------------------------------------------- | --------------------------------------------------------------------- | ----------------------------------------------------------------------- |
| —                                                                   | —                                                                     | —                                                                       |

Senegal nahm an den Olympischen Sommerspielen 1964 in Tokio mit einer Delegation von zwölf männlichen Athleten an sieben Wettkämpfen in der Leichtathletik teil. Es war die erste Teilnahme Senegals bei Olympischen Sommerspielen. Ein Medaillengewinn gelang keinem der Athleten.

## Teilnehmer nach Sportarten

### Leichtathletik
- Bassirou Doumbia
100 m: im Vorlauf ausgeschieden
4-mal-100-Meter-Staffel: im Halbfinale ausgeschieden

- Abdoulaye N’Diaye
100 m: im Vorlauf ausgeschieden

- Alioune Sow
200 m: im Vorlauf ausgeschieden
4-mal-100-Meter-Staffel: im Halbfinale ausgeschieden

- Amadou Gakou
400 m: im Vorlauf ausgeschieden

- Mamadou Sarr
400 m Hürden: im Vorlauf ausgeschieden

- Malick Diop
4-mal-100-Meter-Staffel: im Halbfinale ausgeschieden

- Malang Mané
4-mal-100-Meter-Staffel: im Halbfinale ausgeschieden

- Daour M’baye Guèye
4-mal-400-Meter-Staffel: im Vorlauf ausgeschieden

- Mamadou N’Diaye
4-mal-400-Meter-Staffel: im Vorlauf ausgeschieden

- Papa M’Baye N’Diaye
4-mal-400-Meter-Staffel: im Vorlauf ausgeschieden

- Daniel Thiaw
4-mal-400-Meter-Staffel: im Vorlauf ausgeschieden

- Mansour Dia
Dreisprung: 13. Platz